# Ћин Кај
Ћин Кај (кин: 秦凯; пинјин: Qín Kǎi; Си'ан, 31. јануар 1986) елитни је кинески скакач у воду и вишеструки светски и олимпијски првак. Његова специјалност су скокови са даске са висине од 3 метра појединачно и синхронизовано, а у једном делу каријере скакао је и и дисциплину даска 1 метар.
Ћин је 1990. почео да тренира гимнастику, али се 1994. преорјентисао на скокове у воду. Члан кинеске репрезентације постао је 1999. године, а први значајнији резултат остварио је на светском првенству за јуниоре 2001. године где је освојио златну медаљу у скоковима са даске (3 метра) и сребро у скоковима са торња. У сениорској репрезентацији дебитовао је на Азијским играма 2006. године где је у скоковима са висине од 1 метра освојио сребрну медаљу. Годину дана касније, на светском првенству у Мелбурну 2007. освојио је две златне медаље у скоковима са даске (дисциплина 3м, појединачно и у пару).
Био је у саставу олимпијске репрезентације Кине на Летњим играма 2008. у Пекингу, те 4 године касније у Лондону. На оба олимпијска турнира освојио је златне медаље у синхронизованим скоковима са даске са висине од 3 метра.

## Успеси
Олимпијске игре
- | Пекинг 2008. | даска 3 метра синхронизовано
- | Лондон 2012. | даска 3 метра синхронизовано
- | Лондон 2012. | даска 3 метра
- | Пекинг 2008. | даска 3 метра

Светска првенства
- | Мелбурн 2007. | даска 3 метра
- | Мелбурн 2007. | даска 3 метра синхронизовано
- | Рим 2009. | даска 1 метар
- | Рим 2009. | даска 3 метра синхронизовано
- | Шангај 2011. | даска 3 метра синхронизовано
- | Барселона 2013. | даска 3 метра синхронизовано
- | Казањ 2015. | даска 3 метра синхронизовано (у пару са Цао Јуен)

Азијске игре
- | Доха 2006. | даска 1 метар